# Wedowee
 Wedowee és una població dels Estats Units a l'estat d'Alabama. Segons el cens del 2000 tenia 818 habitants.

## Demografia
Segons el cens del 2000, Wedowee tenia 818 habitants, 337 habitatges, i 200 famílies La densitat de població era de 90 habitants/km².
Dels 337 habitatges en un 26,1% hi vivien nens de menys de 18 anys, en un 43% hi vivien parelles casades, en un 13,6% dones solteres, i en un 40,4% no eren unitats familiars. En el 36,5% dels habitatges hi vivien persones soles el 22% de les quals corresponia a persones de 65 anys o més que vivien soles. El nombre mitjà de persones vivint en cada habitatge era de 2,23 i el nombre mitjà de persones que vivien en cada família era de 2,95.
Per edats la població es repartia de la següent manera: un 21,8% tenia menys de 18 anys, un 8,9% entre 18 i 24, un 27,4% entre 25 i 44, un 21,6% de 45 a 60 i un 20,3% 65 anys o més.
L'edat mediana era de 39 anys. Per cada 100 dones hi havia 97,6 homes. Per cada 100 dones de 18 o més anys hi havia 95,1 homes.
La renda mediana per habitatge era de 26.136 $ i la renda mediana per família de 37.292 $. Els homes tenien una renda mediana de 24.250 $ mentre que les dones 22.250 $. La renda per capita de la població era de 12.638 $. Aproximadament el 17,1% de les famílies i el 20,9% de la població estaven per davall del llindar de pobresa.

## Poblacions properes
El següent diagrama mostra les poblacions més properes.